# 馬鑑 (成化進士)
馬鑑（1432年—？），字文煥，湖廣襄陽府棗陽縣人，軍籍。明朝政治人物。進士出身。

## 生平
湖廣鄉試第八十四名。成化八年（1472年）壬辰科會試第一百八十五名，殿試登進士第三甲第一百一十五名。

## 家族
曾祖父馬明甫。祖父馬忠。父亲馬驥，曾任國子生。